# Festivals Chopin de Valldemossa

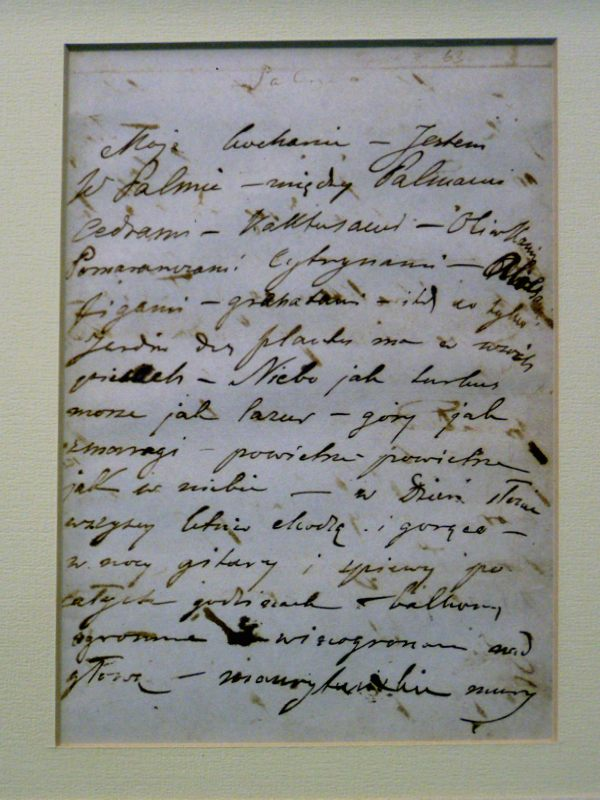
Rękopis listu Chopina pisanego z Majorki w zbiorach stowarzyszenia

Associación "Festivals Chopin de Valldemossa" (Towarzystwo "Festiwale Chopinowskie w Valldemossa") – stowarzyszenie non profit i towarzystwo chopinowskie w mieście Valldemossa na Majorce (Hiszpania).

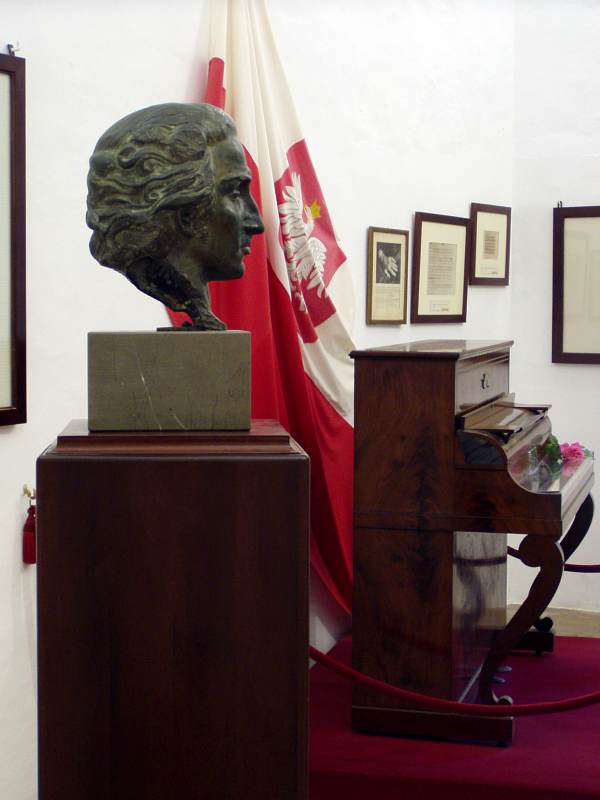
Polskie akcenty w muzeum w Valldemossie i oryginalne pianino Pleyel, na którym komponował Chopin

Założone zostało w 1929 r. przez Anne-Marie Boutroux de Ferrà i jej męża Bartomeu Ferrà i Juan. Zajmuje się utrzymaniem muzeum poświęconego pobytowi w Valdemossie na przełomie 1838 i 1839 r. Fryderyka Chopina i francuskiej pisarki George Sand. Głównym celem stowarzyszenia jest upowszechnianie dzieł muzycznych i literackich dwojga twórców. Należy do Międzynarodowej Federacji Towarzystw Chopinowskich (IFCS). Pierwsze koncerty były organizowane przez stowarzyszenie w latach 1931–1936. Obecna edycja festiwali jest organizowana nieprzerwanie od 1981 roku, które odbywają się w sierpniu. Muzeum czynne jest przez cały rok, przez wszystkie dni tygodnia z wyjątkiem 25 grudnia i 1 stycznia. Obecnie funkcję prezesa stowarzyszenia i dyrektora muzeum pełni Rosa Capllonch Ferra.